# Giardino botanico di Villa De Ponti
Il giardino botanico di Villa De Ponti è uno storico giardino di Calolziocorte, in provincia di Lecco. Tappa degli itinerari dell'Ecomuseo Val San Martino, il giardino è esteso su circa un ettaro (0,01 km²), è situato sotto il livello stradale ed è costituito da una radura circondata da un anello di grandi alberi.
Realizzato nel 1923 come giardino della villa di Gaspare De Ponti, proprietario della Fabbrica Sali di Bario, venne poi acquistato nel 1994 dalla Comunità montana della Valle San Martino (successivamente Comunità montana Lario Orientale - Valle San Martino) diventandone la sede e aprendone le porte al pubblico.

## Storia

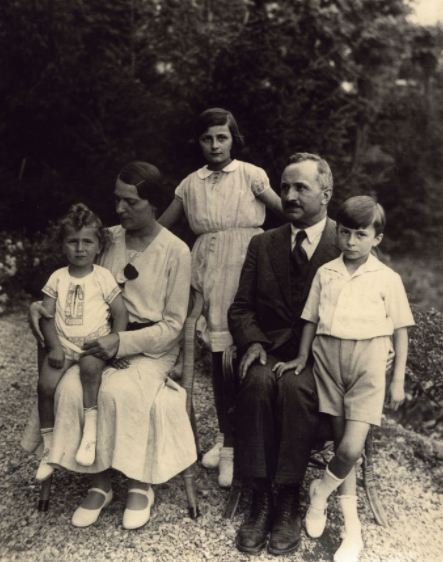
Gaspare De Ponti con la sua famiglia

Nel 1900 il territorio di Calolziocorte fu interessato dall'apertura del grande complesso industriale della Fabbrica Sali di Bario. Nel 1908, con il rilevamento dell'attività da parte dell'imprenditore milanese Luigi De Ponti, il figlio Gaspare entrò nella vita economica e politica cittadina diventando nel 1915 consigliere comunale e nel 1921 consigliere provinciale. Visto il legame con il territorio nel 1923 Gaspare De Ponti acquistò un terreno nei pressi dell'azienda dove commissionò la costruzione della villa padronale e del giardino annesso.
In seguito alla sua costruzione Villa De Ponti venne abitata principalmente da Gaspare per supervisionare le attività della vicina fabbrica; nei periodi estivi veniva poi raggiunto dalla famiglia, i figli e la moglie Rosa Arborio Mello, alla cui passione per le piante si deve l'origine, la cura e lo sviluppo del giardino. Nel 1971 morì Gaspare De Ponti, e solo nel 1994 la Comunità montana della Valle San Martino acquisì l'area e l'immobile destinandoli all'uso di giardino pubblico.

## Descrizione

Mappa del giardino e della villa

### Giardino

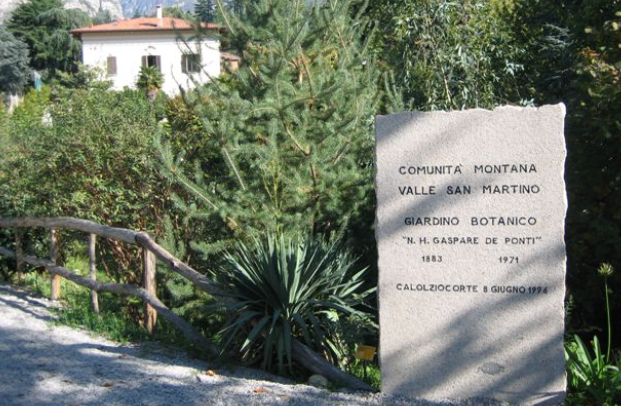
Ingresso del giardino

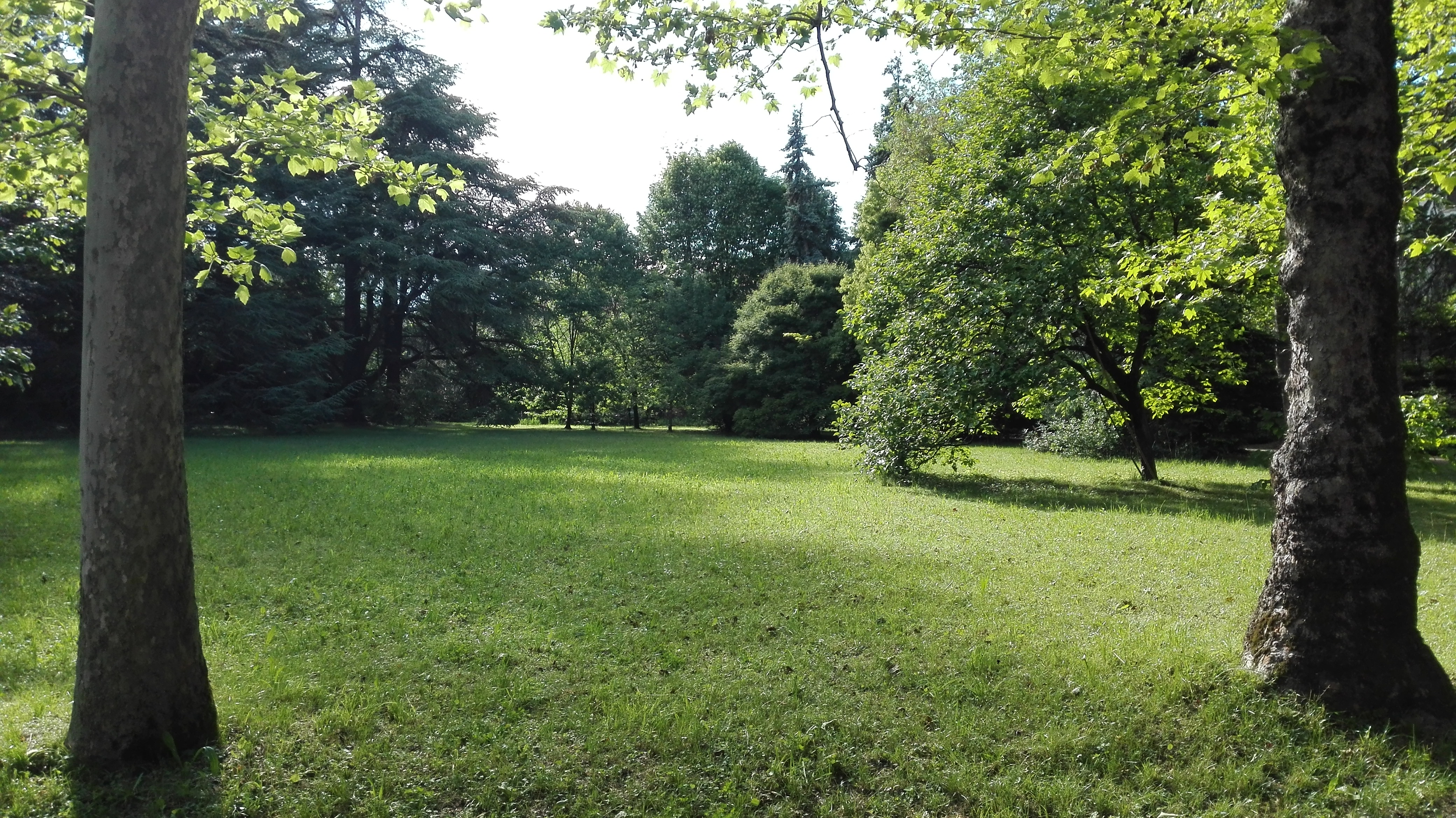
La radura del giardino

Incastrato nel centro urbano di Calolziocorte, esteso su una superficie di circa un ettaro,  protetto dal contesto esterno da un anello ellittico di alberi storici, custodisce all'incirca cinquecento specie differenti di piante, locali ed esotiche, spontanee e coltivate, recenti e secolari. Il giardino ha, oggi, fini eminentemente ricreativi, culturali e didattici, perseguiti mediante visite guidate, incontri, concerti, allestimento di aule didattiche e organizzazione di laboratori, per permettere a visitatori e studenti di osservare e conoscere le piante, i loro adattamenti e i loro bioritmi.
La chiaria erbosa
Al centro del giardino è presente una grande chiaria erbosa situata al di sotto del livello stradale perché da quell’area, prima della costruzione della Villa, era stato estratto il materiale necessario a realizzare la linea ferroviaria.
L’anello dei grandi alberi
L’elemento di maggior spicco nell’architettura del giardino è l’anello ellittico dei grandi alberi (cedri, faggi, betulle e platani) che, situato lungo il viale che circonda la grande radura centrale, separa il parco dal contesto urbano.
La "forma obbligata"
Sono presenti nel giardino alberi e arbusti che vengono potati con regolarità e secondo criteri anche estetici al fine di assumere una forma desiderata, che non è quella spontanea e naturale. Le piante così allevate e potate creano nel giardino una sorta di architettura vegetale. Tra esse, spiccano: un tasso situato all’ingresso della Villa, sagomato in forma ovale e circondato da due scale ricurve che conducono all’edificio centrale; una siepe di bosso introdotta nel 2004 in sostituzione del lauroceraso originario; una siepe di ligustro;  il salice nella scarpata delle piante utili e i tigli, con la loro caratteristica “potatura a testa di salice”, che risalgono all’età di fondazione della Villa.
La flora legnosa autoctona
Il Giardino Botanico è costituito in prevalenza dalla flora legnosa ovvero piante con robuste strutture di sostegno che permettono uno sviluppo sia in altezza che in larghezza allo scopo di trovare la luce. All’interno del giardino sono coltivate diverse specie di piante che rientrano in questa categoria: il corniolo, il sanguinello, l’evonimo, il pallon di maggio, la lantana, il frassino, il carpino nero, il carpino bianco e gli aceri.
La valletta delle conifere
È situata a sud-est dell’edificio, fino all’inizio del XXI secolo era costituita da abeti rossi che però sono morti in pochi anni e quindi sostituiti con altre specie di conifere quali il mugo, il tasso e i cedri originari. Essendo il sottobosco delle conifere ombroso e dal terreno acido presenta tra le specie vegetali la felce maschio e femmina, le pervinche e gli anemoni.
Arrampicatrici del mondo
Si tratta di piante opportuniste che, non potendosi elevare da sole, si sviluppano appoggiandosi ad altre piante. Nel Giardino è possibile ammirare vari esemplari di questa specie tra cui spiccano: la vite, il caprifoglio, la vite del Giappone, il gelsomino, l’edera e la vitalba.
Il bambù
Nella parte sud-est del parco è presente una siepe di bambù ideata dalla signora De Ponti con lo scopo di mascherare il muro della fabbrica confinante.

### Villa De Ponti

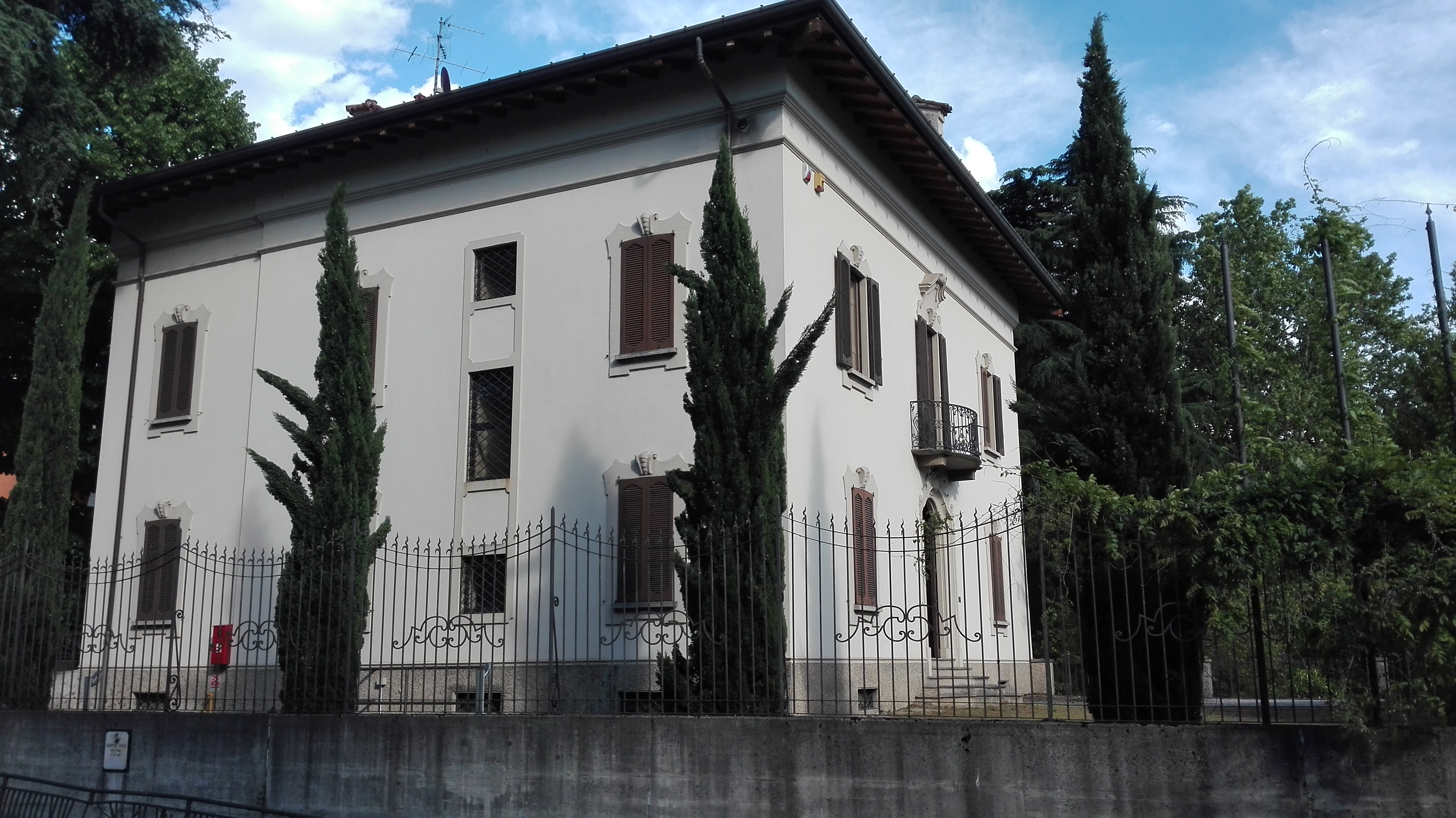
Villa De Ponti

La villa sorge nella parte più prominente dell'area, ha un'architettura di tipo eclettico con qualche richiamo allo stile Liberty. La costruzione, di aspetto sobrio, si presenta come un edificio a pianta e facciata semplice e regolare articolato su due piani fuori terra ed uno seminterrato. Il prospetto principale è arricchito da una scalinata a doppia rampa. Sulla parete della facciata di Sud-Est si può ammirare una meridiana solare.